# Karatia
Karatia, auch Thoms Landing genannt, ist eine kleine Siedlung im Far North District der Region Northland auf der Nordinsel von Neuseeland.

## Geographie
Die Siedlung befindet sich rund 20 km südöstlich von Cape Reinga / Te Rerenga Wairua am New Zealand State Highway 1. Nächstgelegene Siedlungen sind Waitiki Landing im Norden und Tangoake im Süden. Karatia liegt westlich des Südarmes der Snipe Bay, die ein westlicher Arm des Pārengarenga Harbour darstellt. Die nächste größere Siedlung ist Te Kao und Kaitaia als nächstgelegene Stadt wäre 85 km weit entfernt.